# Estación de Izamal (Tren Maya)
Izamal es una estación de trenes que se ubica en Izamal, Yucatán. En Izamal culminara el tramo 3 y comienza el tramo 4 de la ruta del Tren Maya. Esta estación ayudará a la conectividad de las principales ciudades yucatecas con el resto de la península.

## Tren Maya
Andrés Manuel López Obrador anunció en su campaña presidencial del 2018 el proyecto del Tren Maya. El 13 de agosto de 2018 anunció el trazo completo. El recorrido de la nueva ruta del Tren Maya puso a la Estación Izamal en la ruta que conectaría con Mérida, Yucatán
La vocación de la localidad es turística, como pueblo mágico clásico donde se manifiesta la amalgama de las tres culturas. Pueblo Mágico que se pintó de amarillo ocre para así mantener la luz eterna.
La estación se ubica en la zona sur poniente de la ciudad y formará parte de un nuevo barrio turístico y de servicios de Izamal.
La demanda de pasajeros para esta estación será baja y tendrá un carácter turístico, considerando  en la estación un esquema de 3 vías y 2 andenes.
Actualmente, la estación en Izamal se encuentra abierta y recibe a viajeros locales, nacionales e internacionales.

## Características de la Estación
La estructura de la estación está inspirada en una de las pirámides de Izamal; tendrá estructura de techo de dos aguas y arquitectura vernácula. Contará con grandes muros con una ligera inclinación, con las esquinas principales redondeadas y el despiece de diferentes medidas. Todos elementos relevantes de la arquitectura Maya.